# Contactmusic.com
Contactmusic.com es una revista en línea de crítica cultural con sede en Leeds, Yorkshire del Oeste, Inglaterra. Publica reseñas, entrevistas y ensayos detallados sobre la mayoría de los productos y expresiones culturales en áreas como la música, la televisión, el cine y el teatro.
El sitio web fue creado en abril de 2000 por un equipo de periodistas de música y entretenimiento. Desde entonces, se ha ampliado a más de cincuenta empleados y colaboradores independientes ubicados en todo el mundo, en diferentes continentes y países. Su personal incluye escritores de diversos orígenes, desde académicos y periodistas profesionales hasta profesionales de carrera y escritores primerizos.
Contactmusic.com ha sido citado como fuente por BBC Radio, The Express Tribune, Warp Records y Vogue, y fue agregado a la lista de fuentes de calificaciones de Rotten Tomatoes.